# Up at Minton's, Vol. 1
Up at Minton's, Vol. 1 è un album di Stanley Turrentine, pubblicato dalla Blue Note Records nel 1961.
Il disco fu registrato dal vivo in 4 set il 23 febbraio del 1961 al "Minton's Playhouse" di New York.
Nel 1994 la Blue Note Records stampò su doppio CD i due volumi assieme (ma non il concerto completo).

## Tracce
Lato A
1. But Not for Me – 11:28 (George Gershwin)
2. Stanley's Time – 10:59 (Stanley Turrentine)

Lato B
1. Broadway – 10:24 (Bill Byrd, Henri Woode, Teddy McRae)
2. Yesterdays – 11:39 (Jerome Kern, Otto Harbach)

Doppio CD del 1994, pubblicato dalla Blue Note Records
Volume 1
1. But Not for Me – 11:28 (George Gershwin)
2. Stanley's Time (Stanley Turrentine)
3. Broadway – 10:24 (B. Bird, H. Woode, T. McRae)
4. Yesterdays – 11:39 (J. Kern, O. Harbach)

Volume 2
1. Later at Minton's – 13:44 (Stanley Turrentine)
2. Come Rain or Come Shine – 8:33 (Harold Arlen, Johnny Mercer)
3. Love for Sale – 14:56 (Cole Porter)
4. Summertime – 7:04 (George Gershwin)

## Musicisti
- Stanley Turrentine - sassofono tenore
- Horace Parlan - pianoforte
- Grant Green - chitarra
- George Tucker - contrabbasso
- Al Harewood - batteria